# Atetosis
La atetosis, del griego athetos («sin norma fija») es un síntoma que se da en un 25% de los casos de parálisis cerebral. Son lesiones en el sistema extrapiramidal que se manifiesta en movimientos lentos, involuntarios, incontrolados y sin objeto. Al tener los músculos de la boca afectados, los atetósicos presentan trastornos del lenguaje, pero son buenos formadores de conceptos y su inteligencia no se ve tan afectada como en otros subtipos de parálisis cerebral, como la rigidez o la espasticidad.
La atetosis puede darse como una reacción anormal a los estrógenos, que si bien se pueden controlar con tamoxifeno u otros antiestrógenos; no están bien aceptados porque el tamoxifeno genera folículos que a su vez producen más estrógenos, además de producir depresión. Los antidepresivos provocan un aumento en los cuadros atetósicos y de corea. Por ejemplo: el bupropion clorhidrato incrementa los cuadros atetósicos y el citalopram incrementa los cuadros coreicos, la fenilalanina como preparado magistral también ha resultado ser agravante de estos cuadros.
Debido a la falta de información sobre estos temas le recomendamos consultar con especialistas en movimientos anormales ya que no es la parálisis cerebral la única enfermedad neurológica que produce atetosis o corea.